# Синчук, Иван Иванович
Ива́н Ива́нович Синчу́к (бел. Іва́н Іва́навіч Сінчу́к; род. 8 марта 1956, Кобрин, Брестская область) — советский и белорусский нумизмат, археолог и историк.

## Биография
Родился 8 марта 1956 года в городе Кобрин Брестской области в семье служащей и рабочего. Окончил среднюю школу № 5 г. Кобрина, в 1973—1974 годах работал в Кобринской горветсанстанции, учился заочно на подготовительном отделении Московского государственного университета, в 1974—1976 годах служил в Советской армии в мотострелковых и ракетных подразделениях.
В 1976—1981 годах учился на дневном отделении исторического факультета Белорусского государственного университета (специализация «вспомогательные исторические дисциплины»), одновременно в 1978—1981 годах работал сторожем и столяром в средней школе. В 1978 году боец строительного отряда химфака Белорусского государственного университета, каменщик. Прослушал в 1980—1981 годах спецкурс по оптическому спектральному анализу на физфаке Белорусского государственного университета. Окончил в 1996 году курсы программистов (работа с базами данных).
Его научные деятельность связанна с нумизматикой, археологией и историей Белоруссии. Сфера научных интересов в нумизматике — технические аспекты монетного дела, использование физико-химических методов и средств математической статистики при изучении артефактов и письменных источников, исторические системы денежного счёта, денежное обращение в экономическом значении этого определения. Практическую подготовку исследователя получил в Отделе нумизматики Государственного Исторического музея (г. Москва) в 1985—1986 годах.
В 1982—1985 годах работал в Белорусской государственной библиотеке в отделе оперативной полиграфии, в 1985—1986 годах воспитателем общежития Минского тракторного завода, в это же время являлся соискателем на историческом факультете Белорусского государственного университета. В 1986—1990 годах работал младшим научным сотрудником, старшим и ведущим археологом отдела комплексных научных исследований Реставрационно-проектного института.
В 1989—1992 годах был в очной аспирантуре Института истории Национальной академии наук Беларуси при отделе истории феодализма (специальность «История СССР»). В 1992—1993 годах вице-президент страховой компании «Омега-ЛТД».
В 1995, 1998 годах под руководством члена совета Всемирной нумизматической организации профессора Станислава Суходольского выполнял исследовательский проект по изучению техники монетного дела 17 в. при Институте археологии и этнологии Польской академии наук по материалам польских музеев. В 1995—1998 годах доцент, старший преподаватель кафедры этнологии и музееведения Белорусского университета культуры, в 1996 читал курс «История денег» в Европейском гуманитарном университете. В 1999 году работал по контракту в отделе нумизматики Национального музея Литвы.
В 2008—2014 годах работал ведущим научным сотрудником отдела древнебелорусского искусства Национального художественного музея Республики Беларусь.
Проводил архитектурно-археологические исследования на территории Мозыря, Могилева, Быхова, Несвижа, Кобрина, Ленборка, Романова (Побетена), принимал участие в раскопках Мстиславля, Новогрудка, Гродно, Вильнюса, Калининграда, Пскова, Новгорода Великого. Выполнял научную обработку нумизматических коллекций в музеях Беларуси, Литвы, Латвии, Польши, России. В 1990—2010 годах сотрудничал с редакцией «Белорусской энциклопедии» как автор свыше 200 энциклопедических статей и научный консультант. Автор ряда книг, свыше 400 научных публикаций, около 200 рецензий и аннотаций. С момента основания член российской ассоциации «История и компьютер» (History and Computing), член международной «Ассоциации нумизматов Балтии» (Association of Baltic Numismatists). Победитель конкурса на знак российского рубля 2000 года (дизайн символа).
Доказал факт изготовления монет Великого княжества Литовского 14 века из проволочных заготовок (подобно монетам золотоордынским и русских удельных княжеств). Открыл неизвестный ранее способ монетного производства 17 в. — изготовление монет вальцверком (ташенверком) из готовых кружков. Выявил и исследовал деформацию букв, наносимых плоскими пунсонами на цилиндрические поверхности. Экспериментально повторил возникновение дефектов изображения на монетах. Выявил в начале XVII века в Беларуси трёхфракционный счёт злотый-грош-пенязь, причем грош в 10 пенязей вместо 18. Обнаружил литовскую копу в 75 грошей польских в XVII — начале XVIII века (был известна только счет в копе 60 грошей польских). Доказал, что в гроше Речи Посполитой второй половины 18 века считалось не 3, а 8 медных солидов. Связал отзыв из обращения в 1662 году т. н. валашских фальшивых солидов с исчезновением в денежном обращении Речи Посполитой всех биллоновых солидов. Объяснил аномально высокую концентрацию полтораков Речи Посполитой на московской Левобережной Украине во второй половине XVII века. Датировал и выявил внешние причины резкого изменения стоимости дуката на бывших землях Речи Посполитой с 18 до 20 злотых в середине 1796 года.
Провел на основании компаративного анализа письменных источников и кладового материала привязку медных солидов и низкопробных тынфов Яна Казимира сер. XVII в. к монетным дворам. Выявил методами статистики случаи изготовления некоторых подлинных монет 1660-х годов (Речь Посполитая) и 1930-х годов (Польская Республика) рабочим инструментом с несоответствующей датой. Обнаружил факт передачи штемпелей из Виленского монетного двора в 1664 году при развертывании монетного двора в Бресте. Выявил изготовление брестских штемпелей 1664—1666 годов мастером Уяздовского монетного двора 1660—1661 годов по расположению пунсонной легенды относительно изображения. Обнаружил первый поддельный вальцованный медный солид Яна Казимира. Связал тип монет «конь с длинными ногами» с деятельностью монетного двора фальшивомонетчиков в Берзауне (Латвия).
Решил задачу определения количества использованных штемпелей по числу встречаемости одноштемпельных монет в выборке на основе теории вероятности и разработал на её основе универсальный математический метод.
Изменил дату введения десятичного рубля в России с 1700 на 1724 год. Обнаружил, что в Новгороде в XV веке полтина была не фракцией ½ рубля, а самостоятельной денежной единицей, соответствующей белорусско-литовской копе в 60 единиц. Свёл новгородский денежный счёт в 216 новгородок к курсовой разнице между московками и новгородками, что существенно меняет взгляд на время образования централизованного Московского государства. Обратил внимание на нежелание московских служилых людей получать жалованье севскими чехами. Вскрыл механизм получения Кабинетом его императорского величества прибыли от переоцененных контрафактных голландских червонцев в перовой половине XIX века, определил сферу их обращения как внутрироссийскую, подтвердил документально начало их производства в 1770 году, показал несовершенство денежной реформы Канкрина. Открыл неизвестный ранее грошово-злотово-рублевый счёт начала 19 в. на «вновь присоединённых землях» Российской империи и определил его ареал. Связал тайное изъятие золотых монет в Российской империи, начавшееся за год да начала Первой мировой войны в виде блокировки поступающей из обращения монеты, со скрытой подготовкой империи к мировой войне; показал, что в уменьшении в обращении довоенного количества монет из золота виновны прежде всего Государственный банк и Государственное казначейство; обратил внимание на распространение денежных суррогатов исключительно в южных губерниях.
Обнаружил кратность российских серебряных медалей 1805—1812 годов стоимости российского «голландского» червонного производства Санкт-Петербургского монетного двора (серебряные дукатные и полуторадукатные медали). Показал связь метрологии русских наградных медалей с метрологией русских монет XIX — начала XX века. Исследовал практику ношения и крепления к одежде медалей Российской империи 19 века.
Пересмотрел технологию производства стеклянных браслетов. Предложил способ датирования стеклянной тары Российской империи 19 в. на основе изменения единиц объёма. Обосновал датировку археологического оконного стекла по его форме. Выполнил самое массовое в Беларуси определение элементного состава археологического стекла 17-19 веков (все индивидуальные находки из раскопа в Могилеве 1989 года площадью свыше 2000 м кв.).
По-новому взглянул на устройство исторических обогревательных печей 16-17 веков, связал воедино линейные размеры изразцов нижнего яруса, величину карнизного выступа и размеры изразцов верхнего яруса.
Изучал белорусскую антропонимику XX века. Открыл сокращение длины именника жителей Беларуси в XX веке (деды-отцы-дети) с 300 до 100 позиций.

## Научные труды
- Синчук И. И. Тарно-столовые сосуды замкнутых объёмов и посуда для питья в каталоге смоленского музея княгини М. К. Тенишевой // Край Смоленский, 2020. — № 6. — С. 46-62 + с.4 обл.
- Sinczuk I. Utracony zespoł rzymskich monet cesarskich z Muzeum Poleskiego Polskiego Towarzystwa Krajoznawczego w Pińsku // Utracone kolekcje numizmatyczne. — Warszawa, 2019. — S. 237—254.
- Синчук И. И. Голландские червонцы, реформа Канкрина и народный курс // Монеты России XVIII — начала XX века: Сборник воспоминаний и статей: К 100-летию В. В. Узденикова. — М., 2019. — С. 496—566.
- Синчук И. И. Роман Карела Ванека «Приключения бравого солдата Швейка в русском плену» и денежное обращение Российской империи в годы Первой мировой войны // Монеты России XVIII — начала XX века: Сборник воспоминаний и статей: К 100-летию В. В. Узденикова. — М., 2019. — С. 652—723.
- Синчук И. Сельский некрополь Полесья: Борисовское кладбище (Кобринский р-н Брестской обл. Республики Беларусь) // Вісник Львівського університету. Серія історична, 2019. — Спецвипуск. — С. 869—926.
- Синчук И. И. Результаты исследования археологического стекла из раскопа 1989 г. в историческом центре Могилёва (оптический спектральный анализ) // Археологія і давня історія України, 2018. — Вип. 4 (29). — С. 342—360.
- Сінчук І.І. Беларуска-літоўская нумізматычная бібліяграфія 1950—2000. — Мінск, 2017—124 с.
- Синчук И. Фальшивые монеты Литовской Республики с датой «1925» // Between Klaipeda and Turku: Decennary volume of the Association of Baltic Numismatists. — Tallinn, 2016. — P. 161—188 (Numismatica Baltica 1).
- Синчук И. И. Аннотации. — Минск, 2016. — 332 с.
- Синчук И. И. Ненужные рецензии. — Минск, 2015. — 332 с.
- Синчук И. И. Проблема реконструкции остекления XVI—XVIII вв. памятника архитектуры «Мирский замок» // Мірскі замак. Крыніцы стварэння музейных экспазіцый: гісторыка-дакументальныя матэрыялы і інфармацыйныя тэхналогіі. Матэрыялы навукова-практычнай канферэнцыі (г.п. Мір, 29 мая 2009 г.). — Минск, 2013. — С. 13-56.
- Синчук И. Тынфы Национального музея Литвы: исследование и каталог // Numizmatika. — T. 7-8. — Metraštis 2006—2007. — Vilnius, 2008. — P. 53-228.
- Грималаускайте Д., Синчук И. Монеты Великого княжества Литовского времени Казимира (1440—1492) по материалам Национального музея Литвы // Средневековая нумизматика Восточной Европы. — Вып. 2. — М., 2007. — С. 174—208 + 8 ненумерованных страниц между С. 208—209.
- Синчук И. И. Итоги — 50. — Минск, 2007 — 60 с.
- Синчук И. И. История одной фальшивой монеты. — Минск, 2006 — 40 с.
- Синчук И. И. Клады Беларуси: законодательство и практика. — Минск, 2003 — 56 с.
- Сiнчук І.І. Узнагародныя медалi Расiйскай iмперыi 19 — пачатку 20 ст. — Мінск, 2002. — 48 с.
- Зайцева О. Е., Синчук И. И. Находки монет 16-20 вв. в Дисне и Друе (к истории товарно-денежных отношений города и округи). — Минск, 2001. — 64 с.
- Sintchouk I. Аdditional history disciplines: Programme for postal tuition students in museum management studies = Дапаможныя гiстарычныя дысцыплiны: Праграма для студэнтаў завочнага аддзялення спецыялiзацыi «музеязнаўства». — Minsk, 1998. — 38 p.
- Синчук И. И. Эволюция набора личных имен в XX в. (на примере студентов и преподавателей минских вузов) // Onomastica. — R. XLIII. — Kraków, 1998. — S. 223—247.
- Синчук И. И. Торуньские орты: метрология и техника изготовления // Труды ГИМ. — Вып. 80. — М., 1992. — С. 86-95.